# Cedarville (Ohio)
Cedarville is een plaats (village) in de Amerikaanse staat Ohio, en valt bestuurlijk gezien onder Greene County.

## Demografie
Bij de volkstelling in 2000 werd het aantal inwoners vastgesteld op 3828.
In 2006 is het aantal inwoners door het United States Census Bureau geschat op 4024, een stijging van 196 (5,1%).

## Geografie
Volgens het United States Census Bureau beslaat de plaats een oppervlakte van
2,8 km², geheel bestaande uit land. Cedarville ligt op ongeveer 317 m boven zeeniveau.

## Plaatsen in de nabije omgeving
De onderstaande figuur toont nabijgelegen plaatsen in een straal van 12 km rond Cedarville.

## Geboren in Cedarville
- Whitelaw Reid (1837-1912), krantenuitgever, diplomaat en politicus
- Eleanor Parker (1922-2013), filmactrice